# Zbudské Dlhé
Zbudské Dlhé es un municipio del distrito de Humenné en la región de Prešov, Eslovaquia, con una población estimada a final del año 2024 de 828 habitantes.
Se encuentra ubicado al sureste de la región, cerca de los ríos Cirocha y Laborec (cuenca hidrográfica del río Tisza) y de la frontera con la región de Košice.

## Demografía
| Año        | 1994 | 2004     | 2014     | 2024     |
| ---------- | ---- | -------- | -------- | -------- |
| Población  | 467  | 587      | 707      | 828      |
| Diferencia |      | +25,69 % | +20,44 % | +17,11 % |

| Año        | 2023 | 2024    |
| ---------- | ---- | ------- |
| Población  | 796  | 828     |
| Diferencia |      | +4,02 % |